# 菜乃葉みと
菜乃葉 みと（なのは みと、10月25日 - ）は、元宝塚歌劇団雪組娘役。
滋賀県大津市、滋賀短期大学附属高校出身。身長162cm。愛称は「ゆきんこ」、「おまめ」。

## 来歴
2016年4月、宝塚音楽学校入学。
2018年4月、宝塚歌劇団に104期生として入団。入団時の成績は27番。星組宝塚大劇場公演『ANOTHER WORLD／Killer Rouge』で初舞台。
2023年7月16日、『Lilacの夢路／ジュエル・ド・パリ!!』千秋楽をもって宝塚歌劇団を退団。

## 主な舞台

### 初舞台公演
- 2018年4月～6月、 『ANOTHER WORLD／Killer Rouge』（宝塚大劇場のみ）

### 雪組配属後
- 2018年11月～2019年2月、『ファントム』
- 2019年5月〜9月、『壬生義士伝／Music Revolution！』
- 2020年1月〜3月、『ONCE UPON A TIME IN AMERICA』
- 2020年8～9月、『炎のボレロ／Music Revolution!-New Spirit-』（梅田芸術劇場）
- 2021年1～4月、『fff-フォルティッシッシモ-／シルクロード〜盗賊と宝石〜』
- 2021年8～11月、『CITY HUNTER -盗まれたXYZ-／Fire Fever!』新人公演：おかみさん（本役：愛羽あやね）
- 2022年1月、『Sweet Little Rock 'n' Roll』（宝塚バウホール）ジェイン
- 2022年3～6月、『夢介千両みやげ／Sensational!』
- 2022年7月～8月、『ODYSSEY（オデッセイ）-The Age of Discovery-』（梅田芸術劇場メインホール）
- 2022年10～12月、『蒼穹の昴』、新人公演：西太后付き女官（本役：妃華ゆきの）
- 2023年2～3月、『BONNIE & CLYDE』（御園座）クララ・ボウ
- 2023年4～7月、『Lilac（ライラック）の夢路／ジュエル・ド・パリ!!』退団公演